# جمهوریت (دینار)
جمهوریت (به ترکی استانبولی: Cumhuriyet) یک منطقهٔ مسکونی در ترکیه است که در دینار (شهر) واقع شده‌است.